# Galagidae
Galago, hay nagapy (nghĩa là "khỉ đêm" trong tiếng Afrikaans), là những loài linh trưởng sống về đêm đặc hữu ở lục địa châu Phi cận sa mạc Sahara, và tạo nên họ Galagidae (đôi khi còn được gọi là Galagonidae). Chúng được coi là một nhóm chị em của Họ Cu li (Lorisidae).
Theo một số nguồn, cái tên "bé bụi" xuất phát từ tiếng kêu hoặc hình dáng của chúng. Tên gọi tiếng Ghana, aposor được đặt cho chúng do khả năng bám chặt vào các cành cây của chúng.
Về cả sự đa dạng và số lượng, bé bụi là những loài linh trưởng mũi ướt thành công nhất ở châu Phi, theo Tổ chức Động vật Hoang dã Châu Phi. Họ này được Gray miêu tả năm 1825.

## Hình ảnh

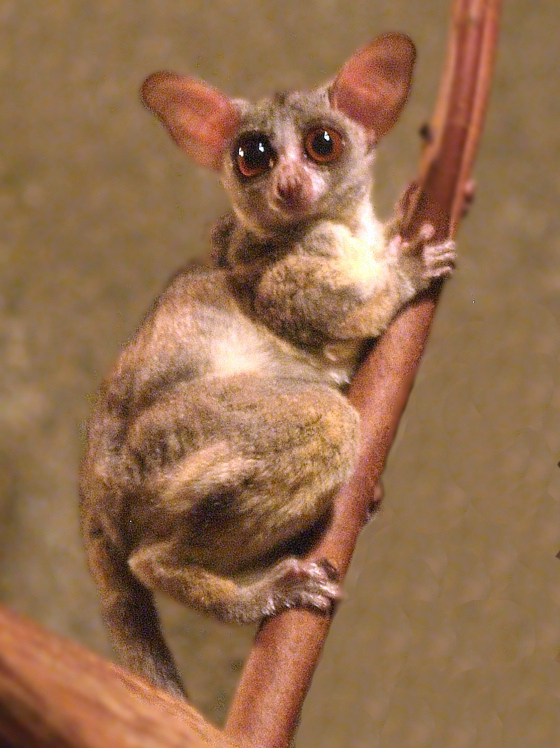
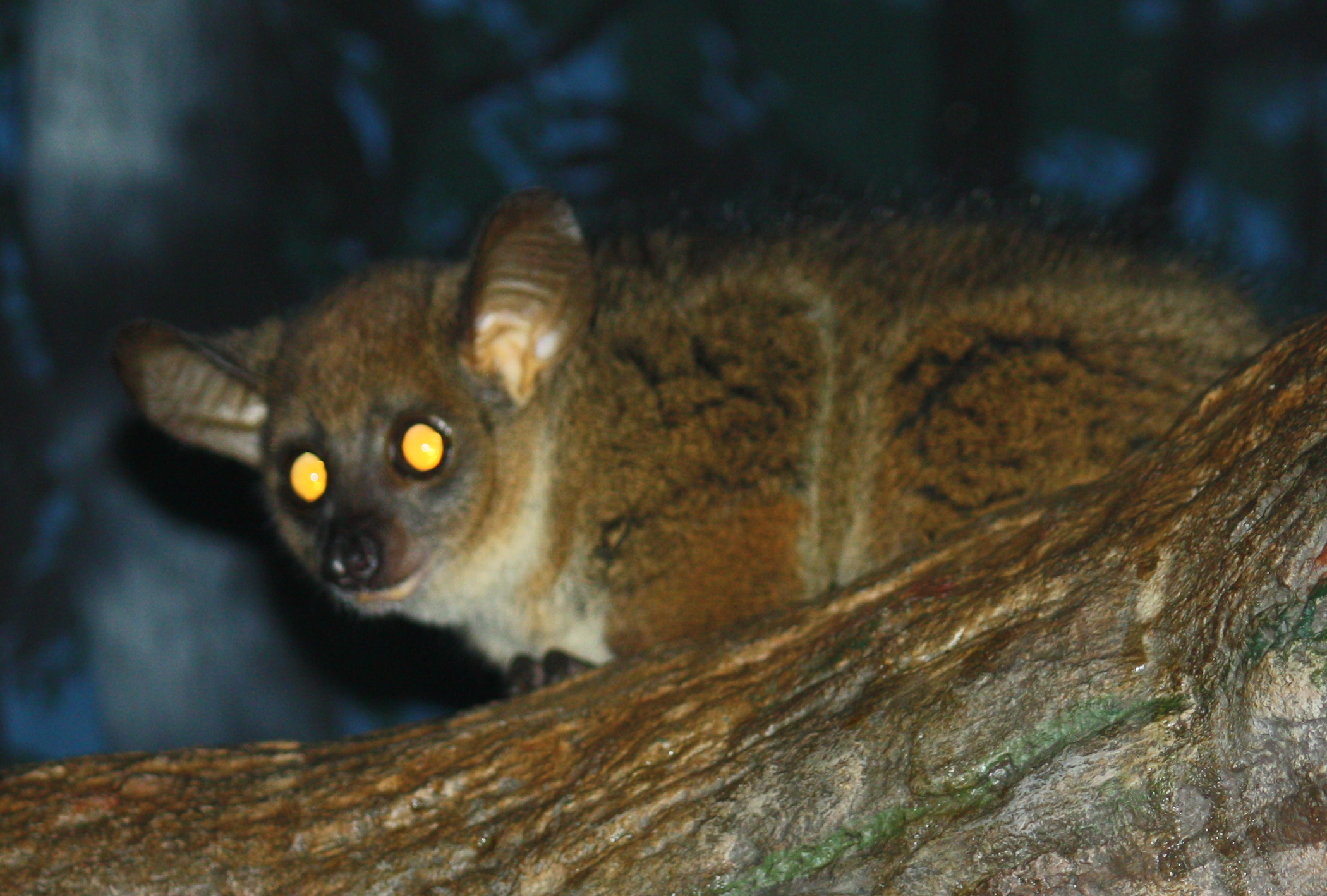

## Phân loại
- Chi Otolemur
  - Otolemur crassicaudatus
  - Otolemur monteiri
  - Otolemur garnettii
- Chi Euoticus
  - Euoticus elegantulus
  - Euoticus pallidus
- Chi Sciurocheirus
  - Sciurocheirus alleni
  - Sciurocheirus cameronensis
  - Sciurocheirus gabonensis
  - Sciurocheirus makandensis
- Chi Galago
  - Nhóm Galago senegalensis
    - Galago senegalensis
    - Galago moholi
    - Galago gallarum

  - Nhóm Galago matschiei
    - Galago matschiei
- Chi Galagoides
  - Nhóm Galagoides zanzibaricus
    - Galagoides zanzibaricus
    - Galagoides granti
    - Galagoides nyasae

  - Nhóm Galagoides orinus
    - Galagoides orinus
    - Galagoides rondoensis

  -  Nhóm Galagoides demidoff[6])
    - Galagoides demidovii
    - Galagoides thomasi
    - Galagoides cocos
- Chi †Laetolia
  - †Laetolia sadimanensis[7]